# جبريل إبراهيم
الدكتور جبريل إبراهيم محمد هو وزير المالية والتخطيط الاقتصادي بحكومة جمهورية السودان وزعيم حركة العدل والمساواة.

## مولده
ولد في مطلع يناير من العام 1955 في قرية الطينة شمالي دارفور في الحدود مع تشاد التي كانت وقتها تتبع السودان الإنجليزي المصري توفي والده وهو في الرابعة من عمره، فربته والدته.

## تعليمه
تلقى تعليمه الابتدائي والإعدادي في قريته الطينة، ثم انتقل إلى عاصمة الإقليم الفاشر والتحق بمدرسة الفاشر الثانوية، وعقب حصوله على الشهادة الثانوية درس في كلية الاقتصاد قسم إدارة الأعمال بجامعة الخرطوم ونال منها شهادة البكلاريوس في عام 1980. ثم نال الماجستير والدكتوراة في علم الاقتصاد من جامعة ميجي بطوكيو عام (1980-1987) وأصبح يتحدث اليابانية بطلاقة.  

## حياته المهنية
عمل أستاذاً مساعدًا ورئيس قسم الاقتصاد بكلية الشريعة، جامعة الإمام محمد بن سعود الإسلامية بالمملكة العربية السعودية في الفترة من (1987- 1992).
```
لاحقاً عاد جبريل إلى السودان وعمل في المجال التجاري وعمل في شركة تجارية ثم أسس شركة للنقل الجوي وعمل بها ثمان سنوات ثم انتقل إلى دولة تشاد وأسس شركة للنقل الجوي وأخرى للنقل البري وبقي بها حوالي عام ونصف. سافر إلى دبي في بداية عام 2001 وأسس شركة للشحن الجوي وبقي في دبي حتى العام 2006.
```

## حياته السياسية
```
انضم جبريل لجماعة 
الإخوان المسلمون في السودان
 في عام 1972 منذ كان طالبا في المدرسة الثانوية وكان قياديا في اتحادات الطلاب والجمعيات 
بجامعة الخرطوم
. كما شغل منصب رئيس اتحاد الطلاب المسلمين في 
جامعة ميجي
 اليابانية. 
```

ساهم مع أخيه خليل إبراهيم (طبيب) في تأسيس حركة العدل والمساواة السودانية في العام 2000. وعمل في دبي مستشاراً اقتصادياً لحركة العدل والمساواة لست سنوات وسرعان ماتركها حينما طالبت الحكومة السودانية نظيرتها الإماراتية تسليم جبريل ولكنها رفضت وسافر إلى المملكة المتحدة عام 2006 حيث كان سكرتير الحركة للشئون الخارجية. كان عضوا في فريق المفاوضات لحركة العدل المساواة في محادثات السلام الفاشلة التي عًقدت في أبوجا 2006 ومفاوضات الدوحة 2011. اختير لزعامة الحركة خلفاً لشقيقه الأصغر خليل إبراهيم في 26 يناير 2012، بعد مقتل خليل في غارة شنتها القوات الجوية السودانية في شمال كردفان في ديسمبر (كانون الأول) 2011. وقع على اتفاق السلام السوداني في جوبا بين الجبهة الثورية وحكومة السودان في 31 أغسطس 2020.
عينه رئيس مجلس الوزراء الدكتور عبد الله حمدوك في الثامن من فبراير 2021 وزيراً للمالية والتخطيط الاقتصادي. 